# Ensemble Ibn Báya
The Ibn Báya Ensemble (arabe : مجموعة ابن باجة) est un ensemble hispano-marocain de musique ancienne créé en 1994.
L'ensemble prend le nom d'Avempace – Abu Bakr Mohammed ben Yahya ben as-Sayegh (arabe : أبو بكر محمد بن يحيى بن الصائغ), aussi connu sous le nom d'Ibn Báya (arabe : ابن باجة), un arabe d'Andalousie, savant et musicien actif au début du XIIe siècle, « véritable créateur de l'école arabo-andalouse ». L'ensemble est voué à la musique médiévale de l'Espagne arabe. Les fondateurs sont Eduardo Paniagua et Omar Metioui.

## Discographie
- Ibn 'Arabi: El intérprete de los deseos (Pneuma PN 360)
- Jardín de Al-Andalus
- Walladah (Córdoba 994-1077) et Ibn Zaygun (Córdoba 1003-1071)
- La Llamada de Al-Andalus
- Nûba al-Máya (1997, Sony SK 63007) (OCLC 52490616)[3]
- El Agua de la Alhambra
- La Felicidad Cumplida
- Nûba al-Istihlál (1995, Sony SK 62262) (OCLC 37357486)
- Cantos Sufíes de Al Andalus (2000, Sony) (OCLC 733248460)
- Poemas de la Alhambra
- Alarifes Mudéjares
- Cantos de la noche (2004, Pneuma PN 640)
- Sufíes Al-Andalus (2004, Pneuma PN 650)

## Liens contextuels
- Musique arabo-andalouse
- Said Belcadi (ary), musicien classique marocain
- Mohammed El-Arabi Serghini (en), musicien classique marocain
- Salim Fergani, chanteur et joueur de 'oud algérien
- Luis Delgado